# Гостилица
Гостилица (болг. Гостилица) — село в Болгарии. Находится в Габровской области, входит в общину Дряново. Население составляет 359 человек.

## Политическая ситуация
В местном кметстве Гостилица, в состав которого входит Гостилица, должность кмета (старосты) исполняет Марийка  Василева Йонова (Коммунистическая партия Болгарии (КПБ)) по результатам выборов.
Кмет (мэр) общины Дряново — Иван Илиев Николов (независимый) по результатам выборов.